# Wizard's Crown
Wizard's Crown is een computerspel dat werd ontwikkeld en uitgegeven door Strategic Simulations. In 1985 kwam het spel uit voor DOS. Later volgde ook release voor onder meer de Atari ST, Commodore 64 en de Apple II. Het spel is een rollenspel. Het doel van het spel is een kroon af te nemen van Tarmon, een tovenaar die zich 500 jaar eerder in een laboratorium heeft opgeslagen.

## Ontwikkelteam
- ontwerp: Paul Murray en Keith Brors
- ontwikkeling: Chuck Kroegel en Jeff Johnson
- rulebook: Leona Billings

## Ontvangst
| Beoordeeld door                       | Jaar | Platform     | Score |
| ------------------------------------- | ---- | ------------ | ----- |
| Happy Computer                        | 1986 | Commodore 64 | 85%   |
| ACE (Advanced Computer Entertainment) | 1989 | Atari ST     | 52%   |
| ACE (Advanced Computer Entertainment) | 1989 | Atari 8-bit  | 52%   |
| ACE (Advanced Computer Entertainment) | 1989 | DOS          | 52%   |